# Saint-Georges-de-Reneins
Saint-Georges-de-Reneins is een gemeente in het Franse departement Rhône (regio Auvergne-Rhône-Alpes). De plaats maakt deel uit van het arrondissement Villefranche-sur-Saône. In maart 2015 werd de gemeente overgeheveld van het kanton Belleville naar het kanton Gleizé. Saint-Georges-de-Reneins telde op 1 januari 2022 4.533 inwoners.

## Geschiedenis
Ludna, zoals de plaats heette in de Gallo-Romeinse periode, was een halteplaats op de Romeinse weg tussen Lugdunum (Lyon) en Matisco (Mâcon). Ook was hier via een intussen verdwenen riviereiland een oversteekplaats over de Saône.
Op het riviereiland Grelonge werd in de middeleeuwen een klooster gebouwd dat geëvacueerd werd na overstromingen in de 14e eeuw.
In maart 1814 werd bij Saint-Georges-de-Reneins een veldslag uitgevochten tussen een Frans leger onder leiding van maarschalk Pierre François Charles Augereau en een Oostenrijks leger dat oprukte naar Lyon.

## Geografie
De oppervlakte van Saint-Georges-de-Reneins bedroeg op 1 januari 2022 27,49 vierkante kilometer; de bevolkingsdichtheid was toen 164,9 inwoners per km². De gemeente ligt aan de Saône.

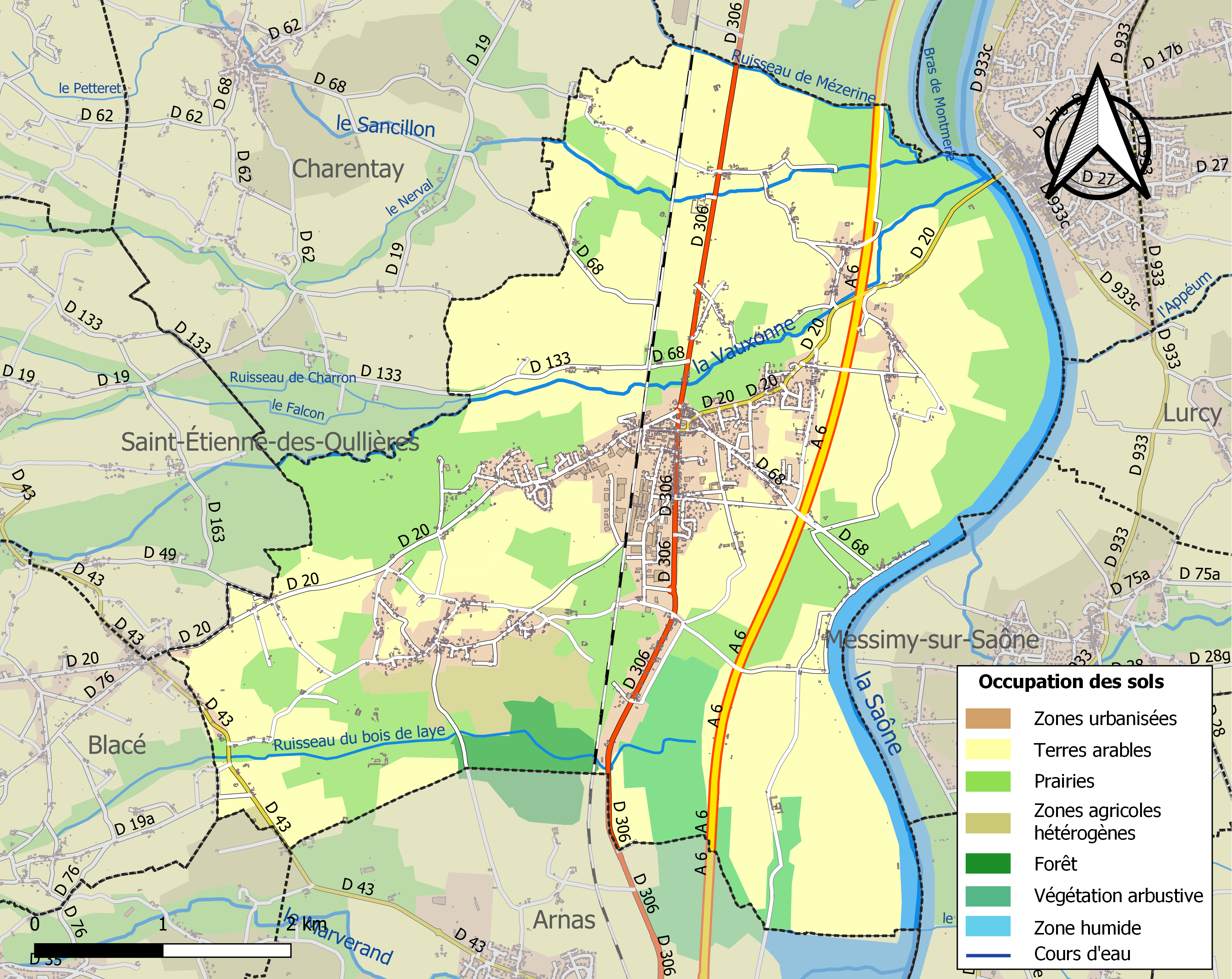
Kaart van de gemeente met de belangrijkste infrastructuur, bodemgebruik en omliggende gemeenten

## Demografie
Onderstaande figuur toont het verloop van het inwonertal (bron: INSEE-tellingen).

## Afbeeldingen

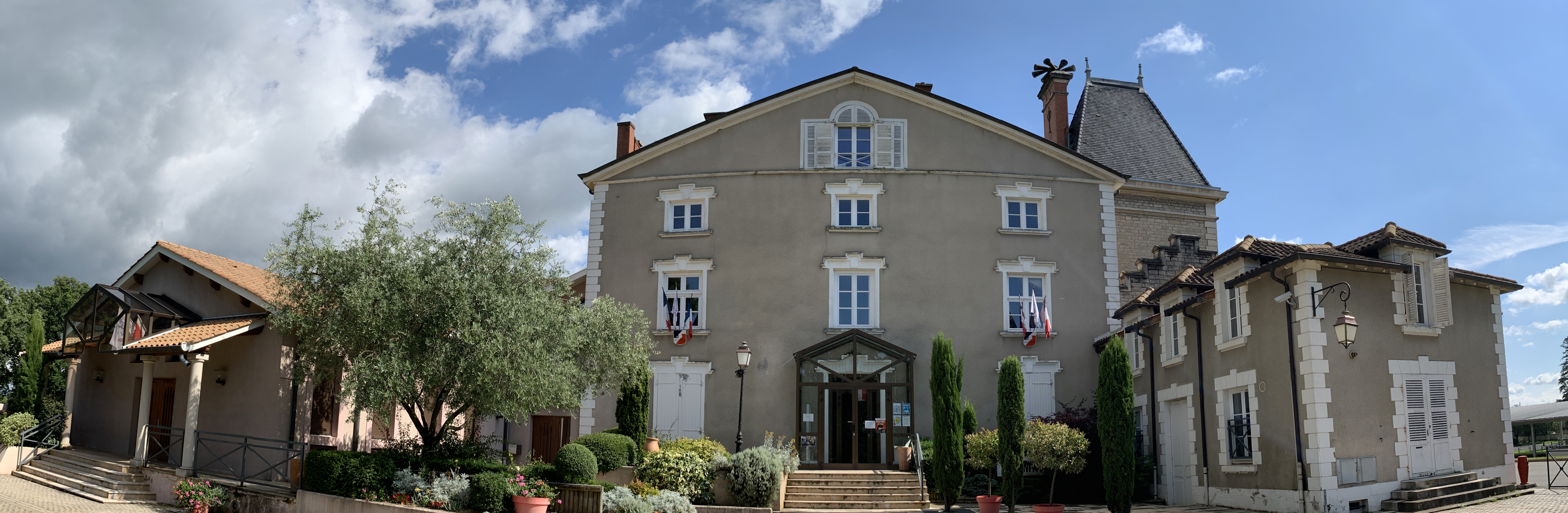
Gemeentehuis
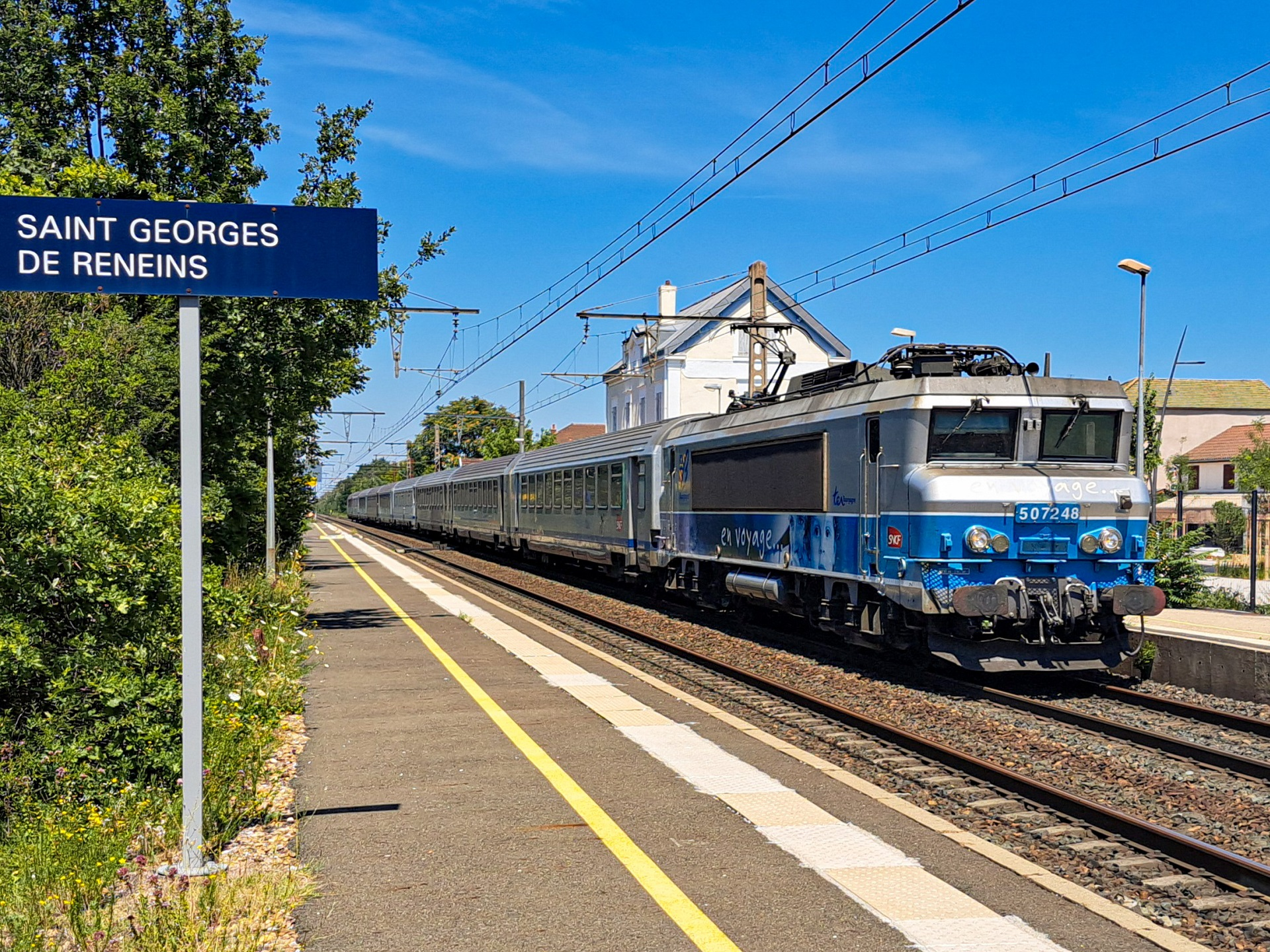
Station met SNCF BB 7200 ("Nez cassés")